# St. Stephan
St. Stephan, Sankt Stephan – gmina (niem. Einwohnergemeinde) w Szwajcarii, w kantonie Berno, w regionie administracyjnym Oberland, w okręgu Obersimmental-Saanen.

## Demografia
W St. Stephan mieszka 1 310 osób. W 2020 roku 8,1% populacji gminy stanowiły osoby urodzone poza Szwajcarią.

## Transport
Przez teren gminy przebiega droga główna nr 220. Znajduje się tutaj również lotnisko.